# Eichertsfelsen bei Oberwürzbach
Eichertsfelsen bei Oberwürzbach este o arie protejată (arie specială de conservare — SAC, sit de importanță comunitară — SCI) din Germania întinsă pe o suprafață de 1 ha, integral pe uscat.

## Localizare
Centrul sitului Eichertsfelsen bei Oberwürzbach este situat la coordonatele 49°15′02″N 7°08′27″E / 49.2506°N 7.1408°E.

## Înființare
Situl Eichertsfelsen bei Oberwürzbach a fost declarat sit de importanță comunitară în februarie 2002 pentru a proteja un număr necunoscut de specii din flora spontană și fauna sălbatică aflate în arealul zonei. Situl a fost protejat și ca arie specială de conservare în iulie 2015.

## Biodiversitate
Situată în ecoregiunea continentală, aria protejată conține 1 habitat natural: Peșteri inaccesibile publicului.
La baza desemnării sitului se află un număr nedeclarat de specii protejate.